# Elayirampannai
Elayirampannai è una suddivisione dell'India, classificata come town panchayat, di 6.354 abitanti, situata nel distretto di Virudhunagar, nello stato federato del Tamil Nadu. In base al numero di abitanti la città rientra nella classe V (da 5.000 a 9.999 persone).

## Geografia fisica
La città è situata a 9° 16' 0 N e 77° 49' 60 E e ha un'altitudine di 100 m s.l.m..

## Società

### Evoluzione demografica
Al censimento del 2001 la popolazione di Elayirampannai assommava a 6.354 persone, delle quali 3.038 maschi e 3.316 femmine. I bambini di età inferiore o uguale ai sei anni assommavano a 708, dei quali 362 maschi e 346 femmine. Infine, coloro che erano in grado di saper almeno leggere e scrivere erano 3.928, dei quali 2.200 maschi e 1.728 femmine.